# Modeste M'bami
Modeste M'bami (Yaoundé, 9 oktober 1982 – Le Havre, 7 januari 2023) was een Kameroens voetballer die als middenvelder speelde.
M'bami startte zijn carrière bij Dynamo Douala in Kameroen. In de zomer van 2000 tekende hij een contract bij CS Sedan in Frankrijk. Hij kwam dat jaar tevens uit op de Olympische Zomerspelen in Sydney, waar hij met Kameroen goud won.
M'bami speelde drie seizoenen voor CS Sedan. Vanaf het tweede seizoen was hij basisspeler. In 2003 verkaste hij naar Paris Saint-Germain, waarmee hij in seizoen 2003/2004 tweede werd in de competitie en winnaar werd van de Coupe de France. In zijn tweede seizoen bij PSG moest hij verscheidene wedstrijden aan zich voorbij laten gaan wegens een blessure. In 2006 werd de ploeg opnieuw bekerwinnaar. Na dat seizoen vertrok M'bami naar Olympique Marseille, waar hij een contract voor drie jaar tekende. Na het aflopen van dat contract vertrok hij in 2009 naar UD Almería. In 2011 ging hij naar Dalian Aerbin in China dat hem verhuurde aan Changchun Yatai. In 2012 vertrok hij naar Ittihad Club, waar hij een jaar zou spelen voordat hij naar Millonarios FC vertrok. Hierna keerde hij terug naar Frankrijk, waar hij ging spelen voor Le Havre AC. Bij deze club sloot hij zijn actieve spelerscarrière af.
Met Kameroen reikte M'bami in 2003 tot de finale van de Confederations Cup, waarin verloren werd van Frankrijk. In 2004 werd de kwartfinale van de African Cup of Nations gehaald. Voor het wereldkampioenschap voetbal 2006 in Duitsland wist Kameroen zich niet te plaatsen.
M'bami overleed op 40-jarige leeftijd aan een hartaanval.

## Erelijst
Paris Saint-Germain
- Coupe de France

2004